# Ліски (Ізмаїльський район)
Ліски́ — село в Кілійській міській територіальній громаді в Ізмаїльському районі Одеської області. Населення становить 1638 осіб.

## Населення
Згідно з переписом 1989 року населення села становило 1820 осіб, з яких 859 чоловіків та 961 жінка.
За переписом населення 2001 року в селі мешкало 1912 осіб.

### Мова
Розподіл населення за рідною мовою за даними перепису 2001 року:
| Мова       | Відсоток |
| ---------- | -------- |
| українська | 74,52 %  |
| російська  | 13,78 %  |
| румунська  | 5,64 %   |
| болгарська | 3,47 %   |
| гагаузька  | 1,71 %   |
| білоруська | 0,05 %   |

## Економіка
В селі щорічно вирощують і поставляють на ринки України понад 300 тон полуниці

## Пам'ятки
В центрі села встановлена скульптура жаби, яка тримає в лапах ягідку. Внизу — підпис: «У нас полуниця вродила — сусідів жаба задавила!». Також збудована зупинка у вигляді полуниці.